# Nepalomyia nantouensis
Nepalomyia nantouensis är en tvåvingeart som beskrevs av Wang, Yang och Kazuhiro Masunaga 2007. Nepalomyia nantouensis ingår i släktet Nepalomyia och familjen styltflugor.
Artens utbredningsområde är Taiwan. Inga underarter finns listade i Catalogue of Life.